# Американский комитет Друзей на службе обществу
Американский комитет Друзей на службе обществу (АКДСО, англ.  American Friends Service Committee, AFSC) — организация, аффилированная с Религиозным обществом Друзей (квакеров), которая работает во благо мира и социальной справедливости в США и по всему миру. В 1947 году АКДСО вместе с британским Советом Друзей на службе обществу (нынешнее название — Квакерский комитет мира и социального служения) от имени Друзей со всего света получили Нобелевскую премию мира.

## Причины появления
Квакеры традиционно выступают против насилия в любых формах, поэтому многие из них отказываются служить в армии, в том числе по призыву. Причиной возникновения АКДСО была необходимость обеспечить отказчиков совести (ОС) конструктивной альтернативой военной службе. Другой причиной было желание американских квакеров оказывать помощь гражданским лицам — жертвам Первой мировой войны.

## История
В апреле 1917 года, через несколько дней после того, как США вступили в Первую мировую войну, по инициативе Руфуса Джонса в  Филадельфии встретилась группа квакеров для обсуждения введения обязательного воинского призыва и того, как это может повлиять на членов «мирных церквей». Они разработали идеи альтернативной службы, которую можно было бы проходить непосредственно в зоне боевых действий на севере Франции. Они также разработали планы насчет способов общения с армией США, так как у той не было постоянной политики по вопросу отношений с отказчиками совести в предыдущих войнах. Хотя по закону члены пацифистских церквей были освобождены от призыва, призывные комиссии в каждом отдельном штате интерпретировали закон по-разному. Многих квакеров и других ОС заставляли вставать на учёт в военных лагерях. Некоторые ОС, не зная, что вставать на учёт — их обязанность, предполагали, что это будет воспринято военными как желание воевать. Одной из первых задач АКДСО было найти отказчиков, лагеря, где они располагались, и посетить их для обеспечения духовной и моральной поддержки. В местах, где пацифистские церкви были лучше известны (например, в Пенсильвании), ряд призывных комиссий желали приписывать отказчиков к АКДСО для прохождения альтернативной службы.
Помимо ведения программ по альтернативной службе для отказчиков АКДСО собирал гуманитарную помощь — еду, одежду, другие вещи — для потерявших кров французов. Квакеров просили собирать старую и производить новую одежду, собирать фрукты и овощи, консервировать их и отправлять в штаб-квартиру АКДСО в Филадельфии. АКДСО переправлял все это во Францию для распространения там. Молодые мужчины и женщины отправлялись на работу во Францию, где в сотрудничестве с британскими квакерами обеспечивали беженцев помощью и медицинским уходом, ремонтировали и восстанавливали дома, заново засеивали запустевшие из-за войны поля, восстанавливали родильные дома.
В 1918 году после окончания войны АКДСО начал работать в России, Сербии и Польше — с сиротами и жертвами голода и болезней, в Германии и Австрии — где организовывались кухни для кормления голодных детей.
Со временем АКДСО был выбран Гувером в качестве агентства по переправке гуманитарной помощи от США в Германию.
В Советской России АКДСО основную деятельность развернул в Самаре (1917—1918 гг), где была открыта штаб-квартира организации. После начала деятельности в России Американской администрации помощи при поддержке Герберта Гувера стал именоваться отделением АРА и оставался в России после завершения деятельности АРА. Окончательно покинул СССР в 1927 году.
В 1930-е годы и на протяжении Второй мировой войны организация помогала людям выбираться из нацистской Германии, обеспечивала помощь детям по обеим сторонам линии фронта гражданской войны в Испании и помогала беженцам из вишистской Франции. В то же самое время АКДСО обеспечивал работу нескольких лагерей Гражданской общественной службы, предназначавшихся для нового поколения отказчиков совести. Когда американские граждане японского происхождения были «эвакуированы» с западного побережья США в концентрационные лагеря в глубине страны, АКДСО возглавил усилия в помощи студентам колледжей перевестись в учебные заведения в центре страны и на восточном побережье для того, чтобы не попасть в эти лагеря, и работал с американцами японского происхождения по переселению их в некоторые города во время и после войны. После окончания войны сотрудники комитета оказывали помощь и участвовали в восстановительных работах в Европе, Японии, Индии и Китае. В 1947 году они участвовали в переселении беженцев в распадающейся Индии и в секторе Газа.
С началом Холодной войны АКДСО предпринимал усилия по оказанию разного рода помощи по всему миру, часто поддерживая гражданских лиц по обеим сторонам, в том числе в таких конфликтах как война в Корее, Венгерская революция 1956 года, Алжирская война, война между Нигерией и Биафрой. Начиная с 1966 года АКДСО разрабатывал программы помощи детям, обеспечения материалами медицинского назначения, например, протезами гражданских лиц в Северном и Южном Вьетнаме. После безуспешных попыток получить гарантии безопасности со стороны Госдепартамента США на отправку материалов медицинского назначения в Северный Вьетнам комитет стал отправлять их через Канаду. Во время Вьетнамской войны АКДСО также поддерживал отмену обязательного призыва молодых американцев в армию.
В 1955 году комитет опубликовал материал под названием «Говорить правду власти: поиск квакерами альтернативы насилию». Он был подготовлен группой авторов, включающей Стивена Кери, А.Й.Масти, Роберта Пикуса и Байарда Растина. Этот 71-страничный памфлет, посвященный Холодной войне, был попыткой «на практике показать эффективность любви в человеческих отношениях». Он широко обсуждался в прессе, как в светской, так и религиозной, и рассматривается как важная декларация христианского пацифизма.
В США АКДСО поддерживал Движение за гражданские права, движение за права афроамериканцев, индейцев, американцев мексиканского и азиатского происхождения. С 1970-х годов комитет активно работал в составе движения за мир, особенно упорно — за прекращение производства и совершенствования ядерных вооружений.
С 1966 по 1973 год в СССР и США было проведено несколько семинаров советской и американской общественности, организованных с помощью АКДСО.

## Программы и проекты
В наше время программы АКДСО охватывают широкий круг вопросов, стран и сообществ. Программы комитета объединены «твердой верой в определяющую ценность каждого человека, ненасилие как путь разрешения конфликтов и силу любви для преодоления тирании, дискриминации и насилия».
Более 200 сотрудников комитета работают в десятках программ, ведущихся в США и 13 других странах. В отчете организации за 2010 год упоминаются проекты в нескольких африканских странах, Гаити и Индонезии. АКДСО разделил свои программы по 14 географическим регионам. Тематика программ: миротворчество, права иммигрантов, восстановительное правосудие, экономическая справедливость и другое. В осуществлении международных программ АКДСО часто работает в содружестве с британским Квакерским комитетом мира и социального служения и другими партнёрами.
АКДСО также предоставляет административную поддержку квакерскому офису при ООН в Нью-Йорке. Этот офис — официальное представительство квакеров при ООН. Другой квакерский офис при ООН располагается в Женеве (Швейцария). Его поддержку осуществляют европейские квакеры. Квакерские офисы действуют под эгидой Всемирного консультативного комитета Друзей (FWCC).